# Iwan Starczuk
Iwan Danylowych Starczuk (ukr. Іван Данилович Старчук, ur. 11 maja 1894 w Pilipach, zm. 12 listopada 1950 we Lwowie) – ukraiński archeolog, historyk sztuki okresu starożytnego i starożytnej Rusi Kijowskiej.

## Biografia
Uczył się w gimnazjum w Kołomyi. W 1913 r. wstąpił do Wolnej Akademii Sztuk Pięknych we Lwowie (dzięki stypendium metropolity  Andrzeja Szeptyckiego), ale w sierpniu 1914 r. został zmobilizowany do armii austriackiej. Później walczył jako strzelec w Ukraińskiej Armii Halicyjskiej. W 1921 r. został nauczycielem we lwowskiej szkole ludowej Borysa Hrinczenki. W 1923 r. ukończył Lwowską Szkołę Artystyczną im. Ołeksy Nowakowskiego.
Od 1925 r. studiował na Wydziale Humanistycznym Uniwersytetu Lwowskiego, gdzie wykładał w Katedrze Archeologii Klasycznej.
W 1931 roku obronił pracę doktorską.
Od 1935 r. był adiunktem E. Bulandy, autorem wielu publikacji, w tym cennych badań z zakresu historii sztuki. Brał udział w ekspedycjach archeologicznych. W latach 1931-1935 podróżował do Bułgarii, Grecji, Jugosławii, na Kretę, do Niemiec, Rumunii, Turcji, na Węgry, do Wielkiej Brytanii.
W latach 1940-1941 i 1944-1950 pracował w Katedrze Archeologii Uniwersytetu Lwowskiego, a także we Lwowskim Zakładzie Archeologii Instytutu Archeologii Akademii Nauk ZSRR. W latach 1936-1937 uczestniczył w wykopaliskach starożytnego Halicza, a w latach 1946-1949 pod jego kierownictwem ekspedycja prowadziła badania osady w Pleśnisku.
Zmarł 12 listopada 1950 r. we Lwowie. Został pochowany na cmentarzu Janowskim.